# Giải thưởng Âm nhạc Melon năm 2019
Lễ trao giải Melon Music Awards 2019, do Kakao M tổ chức thông qua cửa hàng âm nhạc trực tuyến Melon, đã diễn ra vào ngày 30 tháng 11 năm 2019 tại Gocheok Sky Dome ở Seoul, Hàn Quốc. Đây là buổi lễ thứ 11 trong lịch sử của chương trình.
BTS đã ẵm trọn 4 giải Daesang danh giá nhất trong đêm.

## Tiêu chí chấm điểm
| Hạng mục | Bình chọn trực tuyến | Doanh thu nhạc số | Giảm khảo bình chọn |
| --- | -------------------- | ----------------- | ------------------- |
| Top 10 nghệ sĩ | 20%                  | 80%               | —                   |
| Giải thưởng chính* | 20%                  | 60%               | 20%                 |
| Giải thưởng theo thể loại** | 30%                  | 40%               | 30%                 |
| Giải thưởng phổ biến*** | 60%                  | 40%               | —                   |
| Giải thưởng đặc biệt**** | —                    | —                 | 100%                |
| *Nghệ sĩ của năm, Album của năm, Bài hát của năm, Nghệ sĩ mới xuất sắc nhất**Rap/Hip Hop, R&B/Ballad, Rock, OST, Trot, Pop, Dance, Folk/Blue, Indie, Electronic, Hot Trend Award***Netizen Popularity Award, KaKao Hot Star Award****Bản thu âm của năm, Sân khấu của năm, Giải Video âm nhạc, Song Writer Award, 1theK Performance Award |                      |                   |                     |

## Trình diễn và trao giải
Các cá nhân và nhóm sau đây, được liệt kê theo thứ tự xuất hiện, đã trao giải thưởng hoặc biểu diễn theo thứ tự.

### Trình diễn
| Nghệ sĩ                                                                         | Bài hát | Phân đoạn                   |
| ------------------------------------------------------------------------------- | --- | --------------------------- |
| The Boyz                                                                        | "D.D.D" | "Boyz in Wonderland"        |
| Heize, Giriboy                                                                  | "Falling Leaves are Beautiful" / "We Don't Talk Together" | "만추"                      |
| Giriboy, Yunhway, Han Yo-han, Justhis, Swings, Young B (Yanghongwon), Lil Tachi | "I'm Sick" | "IMJMWDP"                   |
| N.Flying                                                                        | "Rooftop" / "Good Bam" | "The Music for Tomorrow"    |
| AB6IX                                                                           | "Breathe" / "Blind for Love" | "Love is Blindness"         |
| TXT                                                                             | "New Rules" / "9 and Three Quarters (Run Away)" | "School of Magic"           |
| Hwasa, Mamamoo                                                                  | "Twit" / "Gogobebe" | "Neon in the black"         |
| Itzy                                                                            | "Want It?" / "Dalla Dalla" / "Icy" | "The way I AM"              |
| Jannabi                                                                         | data-sort-value="" style="background: var(--background-color-interactive, #ececec); color: var(--color-base, inherit); vertical-align: middle; text-align: center; " class="table-na" \| — |                             |
| Kang Daniel                                                                     | "What Are You Up To" / "Touchin'" | "Touch My Color":           |
| Chungha                                                                         | "Gotta Go" / "Snapping" | "Co-existing"               |
| BTS                                                                             | "Intro: Persona" / "Boy in Luv" / "Boy With Luv" / "Mikrokosmos" / "Dionysus" / Member dance solos (remixes)                                                                               | "Map of the Soul: The Show" |

### Trao giải thưởng
| Nghệ sĩ                              | Chú thích                                                      |
| ------------------------------------ | -------------------------------------------------------------- |
| Park Seo-joon                        | Khai mạc, trao giải cho Nghệ sĩ của năm                        |
| Lee Hyun-woo                         | Trao giải cho Top 10 nghệ sĩ (BTS and Jannabi)                 |
| Lee Jae-wook & Byung Jung Ha         | Trao giải cho Nghệ sĩ mới xuất sắc nhất                        |
| Jang Sung Kyu                        | Trao giải cho Netizen Popularity Award                         |
| Kim So-hyun & Jung Ga-ram, Na Ha-eun | Trao giải cho Best Dance Awards                                |
| Han Ji-hye & Kim Do Wan              | Trao giải cho Top 10 nghệ sĩ (Mamamoo and Heize)               |
| Kwak Dong-yeon & Jin Ki-joo          | Trao giải cho Nhạc phim hay nhất & Video âm nhạc xuất sắc nhất |
| Choi Woo-shik                        | Trao giải cho Bản thu âm của năm (Daesang)                     |
| Kim Young-dae & Hong Soo-hyun        | Trao giải cho Top 10 nghệ sĩ (Chungha and MC the Max)          |
| Kim Jae-wook                         | Trao giải cho Kakao Hot Star                                   |
| Kim Yeong-cheol & Oh Ah Yeon         | Trao giải cho Hot Trend Award                                  |
| Yoo Su Bin & Hong Hyun Hee           | Trao giải cho 1theK Performance Award                          |
| Lee Joo-yeon & Byeon Woo-seok        | Trao giải cho Best Rock & Best R&B/Soul Award                  |
| Lee Je-hoon                          | Trao giải cho Bài hát của năm (Daesang)                        |
| Im Soo-jung                          | Trao giải cho Album của năm (Daesang)                          |
| Park Seo-joon                        | Trao giải cho Nghệ sĩ của năm (Daesang)                        |

## Chiến thắng và đề cử
Chỉ những nghệ sĩ đã phát hành nhạc trong khoảng thời gian từ ngày 1 tháng 12 năm 2018 đến ngày 13 tháng 11 năm 2019 mới đủ điều kiện và các đề cử được chọn bằng cách tính số lượt tải xuống, lượt phát trực tiếp và phiếu bầu Melon Popularity Awards hàng tuần mà mỗi nghệ sĩ đạt được. Bình chọn cho 10 Nghệ sĩ hàng đầu diễn ra trên trang web Melon Music từ ngày 30 tháng 10 đến hết ngày 13 tháng 11 năm 2019. Bình chọn cho các giải Hạng mục diễn ra từ ngày 14 tháng 11 đến hết ngày 29 tháng 11 năm 2019.
Những người chiến thắng được liệt kê đầu tiên và được đánh dấu bằng chữ in đậm, và được biểu thị bằng một con dao găm (‡).

### Giải thưởng chính
| Top 10 Artists (Bonsang) | Song of the Year (Daesang) |
| --- | --- |
| - Bolbbalgan4‡ - BTS‡ - Exo‡ - Jang Beom-june‡ - Jannabi‡ - Mamamoo‡ - MC the Max‡ - Taeyeon‡ - Heize‡ - Chungha‡ | - BTS – "Boy With Luv"‡ - Ben – "180°" - Chungha – "Gotta Go" - Jannabi – "For Lovers Who Hesitate" - N.Flying – "Rooftop"                                                                                              |
| Artist of the Year (Daesang) | Album of the Year (Daesang) |
| - BTS‡ - Chungha - Exo - Taeyeon - Jannabi | - BTS – Map of the Soul: Persona‡ - Bolbbalgan4 – Puberty Book I Bom - Jang Beom-june – Jang Beom June 3rd - Jannabi – Legend - MC the Max – Circular                                                                   |
| Record of the Year (Daesang) | Best New Artist |
| - BTS‡ | - TXT‡ - Itzy‡ - Cherry Bullet - HYNN - X1 |
| Best Dance Award (Male) | Best Dance Award (Female) |
| - BTS – "Boy With Luv"‡ - Exo – "Love Shot" - Minhyun (NU'EST) – "Universe" - Seventeen – "Home" - Winner – "Millions" | - Chungha – "Gotta Go"‡ - Itzy – "Dalla Dalla" - GFriend – "Sunrise" - Mamamoo – "Gogobebe" - Twice – "Fancy" |
| Best Rap/Hip Hop Award | Best R&B/Soul Award |
| - Epik High – "Lovedrunk" (feat. Crush)‡ - Blackpink – "Kill This Love" - Changmo, Hash Swan, Ash Island, Kim Hyo Eun – "Band" - Jvcki Wai, Young B, Osshun Gum, Han Yo Han – "DDING" - Lil Tachi and Hotchkiss – "Snow" (Prod. Giriboy) | - Heize – "We Don't Talk Together" (feat. Giriboy) (Prod. Suga)‡ - Baek Yerin – "Maybe It's Not Our Fault" - Crush – "Nappa" - Park Bom – "Spring" (feat. Sandara Park) - Urban Zakapa – "Seoul Night" (feat. Beenzino) |
| Best Indie Award | Best Rock Award |
| - MeloMance – "You&I"‡ - HAEUN and YOSEP – "Girlfriend" - OVAN – "Happiness" - MAKTUB – "To You My Light" (Feat. Lee Raon) - Woody – "Fire up"                                                                                           | - N.Flying – "Rooftop"‡ - AKMU – "Freedom" - Day6 – "Days Gone By" - Jang Beom June – "Karaoke" - Park Hyo Shin – "Lover"                                                                                               |
| Best Trot Award | Best OST Award |
| - Hong Jin Young – "Love Tonight"‡ - Hong Ja – "I'm Here" - Jang Yoon Jung – "Train to Mokpo" - Jung Da Kyung – "Traffic Light of Love" - Song Ga In – "Nameless Actress"                                                                | - Gummy – "Remember Me"‡ - Ha Jin – "We All Lie" - Jang Beom June – "Your Shampoo Scent in the Flowers" - Naomi Scott – "Speechless" - Post Malone and Swae Lee – "Sunflower"                                           |
| Best Pop Award | Best Ballad Award |
| - Billie Eilish – "Bad Guy"‡ - Ariana Grande – "7 Rings" - Ed Sheeran và Justin Bieber – "I Don't Care" - Lauv và Troye Sivan – "I'm So Tired..." - Shawn Mendes và Camila Cabello – "Señorita"                                          | - Taeyeon – "Four Seasons"‡ - Ben – "180°" - Kassy – "The day was beautiful" - MC the Max – "After You've Gone" - Paul Kim – "Traffic Light"                                                                            |
| Netizen Popularity Awards | Hot Trend Award |
| - BTS‡ - Exo - Jannabi - Mamamoo - Twice - Lee Sora - Park Hyo Shin - Red Velvet - Taeyeon - Winner | - AB6IX‡ - Ha Sung Woon - Jeon Somi - Kang Daniel - Kim Jae Hwan |

### Giải thưởng khác
| Award                   | Winner(s)                          |
| ----------------------- | ---------------------------------- |
| Best Music Video Award  | Kang Daniel – "What Are You Up To" |
| Stage of the Year       | Seventeen                          |
| Best Songwriter Award   | Pdogg                              |
| Kakao Hot Star          | BTS                                |
| 1theK Performance Award | The Boyz                           |